# Parupeneus barberinus
Parupeneus barberinus là một loài cá biển thuộc chi Parupeneus trong họ Cá phèn. Loài này được mô tả lần đầu tiên vào năm 1801.

## Từ nguyên
Không rõ nguyên gốc của từ định danh barberinus. Đây là cái tên được chép trong bản thảo do P. Commerçon đặt ra để mô tả loài này, hàm ý có lẽ đề cập đến râu cá (tiếng Latinh: barbus) của loài này.

## Phân bố và môi trường sống
P. barberinus có phân bố rộng khắp vùng Ấn Độ Dương - Thái Bình Dương, từ biển Ả Rập và Đông Phi trải dài về phía đông đến Kiribati và Polynésie thuộc Pháp, giới hạn phía bắc đến miền nam Nhật Bản, phía nam đến Nam Phi và Úc. Ở Việt Nam, P. barberinus được ghi nhận tại cù lao Câu.
P. barberinus sống trên nền đáy cát, đá vụn của đầm phá, đới mặt bằng và mào rạn của rạn viền bờ, độ sâu đến ít nhất là 100 m. Dữ liệu quan sát từ Philippines cho thấy, P. barberinus có khả năng trải qua sự chuyển dịch sinh cảnh theo giai đoạn phát triển, bắt đầu từ khu vực rừng ngập mặn và/hoặc thảm cỏ biển, rồi chuyển đến sống trên rạn san hô khi trưởng thành.

## Mô tả

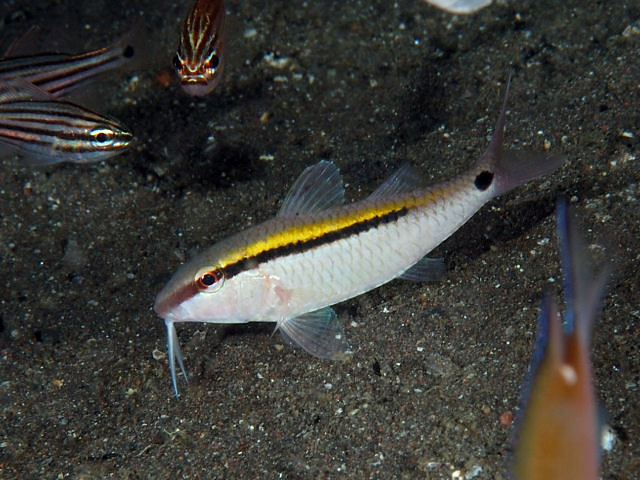
P. barberinus lưng vàng

Chiều dài cơ thể lớn nhất được ghi nhận ở P. barberinus là 60 cm. Cá có màu trắng xám. Một sọc nâu sậm, gần như đen từ môi trên băng xuyên qua mắt kéo dài đến cuối vây lưng sau. Phần thân trên sọc này có màu vàng tươi hoặc vàng xám. Phần thân dưới sọc có vảy viền đỏ nhạt đến đỏ nâu, có thể ánh xanh lam ở cá thể trưởng thành cỡ lớn kèm theo chấm vàng ở giữa vảy (đặc biệt ở phần thân sau). Gốc giữa của vây đuôi có đốm đen hoặc đỏ lớn. Nhiều cá thể ở quần đảo Caroline thường có thêm một dải vàng ngay trên dải đen đậm kéo dài ra phía sau mắt.
Số gai vây lưng: 9; Số tia vây lưng: 8; Số gai vây hậu môn: 1; Số tia vây hậu môn: 7; Số tia vây ngực: 16–18.

## Lưỡng tính
P. barberinus là trường hợp đầu tiên được ghi nhận có hiện tượng lưỡng tính trong họ Cá phèn. Sự hiện diện của các cá thể P. barberinus lưỡng tính cho thấy chúng có khả năng là loài lưỡng tính tiền nữ (protogyny – tức cá cái chuyển thành cá đực). Tuy nhiên, dựa trên phân tích mô học cho thấy P. barberinus là loài lưỡng tính ở giai đoạn ấu thể (juvenile hermaphroditism), nghĩa là cá trưởng thành phát triển từ một ấu thể lưỡng tính, nhưng chỉ sinh sản với duy nhất một giới tính trong suốt cuộc đời của nó.

## Sinh thái
Thức ăn của P. barberinus bao gồm giun nhiều tơ, giáp xác, nhuyễn thể hai mảnh vỏ, ốc biển nhỏ và trùng lỗ.

## Sử dụng
P. barberinus được khai thác tại nhiều nơi trong vùng phân bố của chúng. Loài này là thành phần phổ biến của nghề cá thủ công ở Kenya, tuy nhiên các cá thể đánh bắt đều dưới độ tuổi trưởng thành.